# Time Bokan

Francobolli giapponesi dedicati ai personaggi della prima serie

Le serie di anime note come Time Bokan nascono nel 1975 ad opera degli studi d'animazione giapponesi della Tatsunoko. Il nome, formato dall'unione della parola inglese time («tempo») con l'onomatopea giapponese bokan che descrive il suono di un'esplosione, è il titolo dato alla prima serie, ma, dato che tutte le serie successive presentano caratteristiche molto simili alla capostipite, verrà adottato come titolo di riconoscimento dell'intero filone che sarà noto come le Time Bokan Series.
Caratteristica fondamentale di queste serie di anime è l'umorismo dichiaratamente demenziale che le contraddistingue: esse infatti nascono come contraltare agli anime seriosi e impegnati che imperversavano in quel periodo. Ci si riferisce in particolare alle serie giapponesi di ambientazione spaziale o comunque contraddistinte dalla presenza di enormi robot antropomorfi (come ad esempio Mazinga, Jeeg robot d'acciaio, Ufo Robot Goldrake), ma anche alle altre serie della stessa Tatsunoko a caratterizzazione "supereroistica" come Gatchaman, Kyashan, Hurricane Polimar e così via.
I punti di forza di quegli anime erano la messa in scena di scontri epici, battaglie all'ultimo sangue contro bellicose popolazioni extraterrestri, sfoggio di avanzatissime tecnologie e di altissimi ideali, con eroi dalla mentalità affine a quella dei samurai e disposti all'estremo sacrificio.
Gli autori delle Time Bokan Series decidono di ribaltare tutti questi stereotipi, parodiando senza pietà gli stilemi delle battaglie fra robot e presentando al pubblico «eroi» giovani quanto quelli delle serie «normali» ma molto più scanzonati e allegri, e «cattivi» goffi e sfortunati, senza alcun senso dell'onore ma molto senso del ridicolo.

## Gli autori
L'idea di base per le Time Bokan Series, il viaggio nel tempo alla ricerca di qualcosa di estremamente importante effettuato da due team rivali (solitamente una coppia di ragazzini e un terzetto di adulti: uno smilzo geniale e un corpulento forzuto con a capo una donna alta e dispotica), nasce dalla mente di Tatsuo Yoshida, il fondatore stesso della Tatsunoko.
Gli altri nomi coinvolti nel progetto della prima Time Bokan sono:
- Hiroshi Sasagawa, regista e sceneggiatore della serie;
- Ippei Kuri, soggettista, creatore dei personaggi e produttore;
- Kunio Ōkawara, mecha designer;
- Yoshitaka Amano, illustratore e creatore dei personaggi.

## La cronologia delle serie
Esistono otto Time Bokan Series ufficiali prodotte per la televisione: in questa cronologia viene indicato l'anno di produzione, in grassetto il titolo originale e in corsivo il titolo con cui sono state trasmesse in Italia.
1. 1975: Time Bokan - La macchina del tempo (1983 – 1984)
2. 1977: Time Bokan Series: Yattaman - Yattaman (1983 – 1984)
3. 1979: Time Bokan Series: Zenderman - inedito in Italia
4. 1980: Time Bokan Series: Time Patrol Tai Otasukeman - I predatori del tempo (1986)
5. 1981: Time Bokan Series: Yattodetaman - Calendar Men (1982 – 1983)
6. 1982: Time Bokan Series: Ippatsuman - inedito in Italia
7. 1986: Time Bokan Series: Itadakiman - inedito in Italia
8. 1990: Time Bokan Series: Time Bokan 2000 Hissatsuman  - inedito in Italia (serie OAV in 3 episodi, esclusiva del mercato Home-video)
9. 2000: Time Bokan Series: Kiramekiman - inedito in Italia
10. 2008: Time Bokan Series: Yattaman (seconda serie) - Yatterman (2022) (È un reboot coprodotto dalla Yomiuri TV e non fa parte delle serie Time Bokan che sono proprietà della Tatsunoko.)
11. 2016 Time Bokan Series Time Bokan 24  (inedito in Italia  solo sottotitolata; anche questo un reboot serie 1 una coproduzione Tatsunoko e level 5)

Le Time Bokan trasmesse in Italia negli anni '80 circolarono quasi solo sulle TV locali (spesso su distribuzione Doro TV Merchandising), che continuarono a replicarle frequentemente per anni; solo Yattaman, la più conosciuta, esordì su Rete 4 nel 1984 per poi passare comunque alla syndication. Alcune di esse hanno tuttavia avuto repliche su canali nazionali: la TV via cavo fornita da Fastweb nel 2005 trasmise Yattaman; nel 2007 l'ex canale del digitale terrestre SitcomUNO propose Calendar Men e I predatori del tempo. Yattaman e Calendar Men sono stati trasmessi dal canale satellitare di Sky Cooltoon (ora dismesso), e infine Italia 2 dal 3 ottobre 2016 ha iniziato a ritrasmettere Yattaman, interrompendo però la serie dopo soli 28 episodi.

## Il format delleTime Bokan
Una delle idee più interessanti del regista Hiroshi Sasagawa è stata quella di caratterizzare i personaggi, in special modo i cattivi, come attori consci di stare interpretando una parte. Questo, oltre a spiegare le somiglianze fisiche fra le coppie di «buoni» e i terzetti di «cattivi» che si susseguono nel corso delle varie Time Bokan (come a dire che esistono due compagnie di «attori» che interpretano sostanzialmente gli stessi ruoli), dà il via alla trasformazione delle trame degli episodi in una sorta di copione teatrale, una sorta di canovaccio su cui organizzare nuove gag.
Questo cambia in parte con la quinta serie, Calendar Men. La prima differenza è la non ripetitività dei personaggi, infatti i due scagnozzi Settembre e Ottobre non sono "interpretati" da Boyakki/Sekovitch e Tonzula/Dowalski, pur richiamando la coppia (solo il primo ha una vaga somiglianza con il "genio" del Trio), così come per i buoni, perché il vero eroe è il solo Yattodetaman, anche se la ragazza Tina ha un ruolo importante nell'evocare il robot King Star. Per quanto riguarda i robot, la squadra di quelli "buoni" si riduce ai soli King Star e Sagittarius - il primo dimostra tra l'altro di avere una propria mente e una propria personalità, cose che mancano completamente nelle precedenti serie. Anche i robot dei cattivi subiscono dei cambiamenti: non solo non sono più usati come mezzi di trasporto, ma vengono assemblati sul momento. Essendo stata la prima serie ad essere trasmessa in Italia, nel 1982, gli spettatori dell'epoca non hanno colto i riferimenti alle precedenti serie per questi motivi.
A partire dalla seconda serie, Yattaman, il canovaccio intorno a cui ruotano pressappoco tutti gli episodi delle varie serie è il seguente:
- I cattivi organizzano una truffa o qualche losca azione per procacciarsi del denaro, in modo da poter costruire un robot da guerra con cui sperano di sconfiggere i buoni.
- I buoni scoprono le mosse dei cattivi e si mettono sulle loro tracce per sventare i loro piani.
- I cattivi sono a un passo dal compiere la missione ma, a causa della loro sfortuna o dell'intervento dei buoni, falliscono.
- Scatta lo scontro (il vero fulcro dell'episodio) tra il macchinario dei cattivi e i veicoli dei buoni.
- Dopo una prima fase in cui i cattivi hanno la meglio, vari fattori determinano la loro sconfitta, e il loro mezzo finisce per esplodere.
- Commento dei buoni e triste ritorno alla base per i cattivi.

Da notare che i cattivi si rivelano i veri mattatori degli episodi, infatti sono caratterizzati meglio rispetto alle loro controparti e diventano i veri protagonisti delle serie, nonostante queste siano chiamate con il nome del rispettivo eroe buono (ad eccezione de I predatori del tempo).

## OAV
Nel 1993, 10 anni dopo la messa in onda dell'ultima serie (escludendo il remake Kiramekiman), la Tatsunoko produsse un episodio speciale delle Time Bokan, un OAV realizzato solo per il mercato delle videocassette: Chiki-chiki Ugo-ugo Hoge-hoge Machine Mo Race. La particolarità dell'episodio era che i protagonisti assoluti erano tutti i «terzetti cattivi» delle varie serie, pronti a scontrarsi fra loro in una gara automobilistica senza esclusione di colpi, similmente alla vecchia serie animata di Hanna-Barbera Wacky Races. La "gara" è vinta dai cattivi di Yattaman, noti come Trio Drombo. I "buoni" di ogni serie ridotti a pubblico facente il tifo, ciascuno per i propri "cattivi". 
L'anno seguente, grazie al successo ottenuto, un secondo OAV fu prodotto, Yattaman Tatsunoko Okoku de Dosokai da Koron, in cui il trio Drombo di Yattaman si ritrova nel mondo della Tatsunoko (incontrando anche celebri personaggi della casa di produzione) per rubare lo stemma della ditta (un altro dei loschi piani del loro capo, il dottor Dokrobei) e confrontarsi un'ultima volta con i loro nemici di sempre, gli Yattaman.
In Italia le due videocassette sono state distribuite dalla Yamato Video che recentemente ha unito le due storie in un DVD intitolato semplicemente Time Bokan - Le macchine del tempo (nel doppiaggio italiano Time Bokan series, che si dovrebbe riferire all'intera saga Time Bokan, è stato infatti tradotto con Serie della macchina del tempo).
Il 31 dicembre 2010 i due OAV sono andati in onda per la prima volta in TV sul canale satellitare Man-ga